# Christian von Bülow
 Christian Robert von Bülow (Kopenhagen, 14 december 1917 - 13 januari 2002) was een Deens zeiler.
Von Bülow won in 1956 de zilveren medaille in de drakenklasse. Acht jaar later tijdens de Olympische Zomerspelen 1964 won Von Bülow de gouden medaille.

## Olympische Zomerspelen
| Jaar | Plaats    | Resultaten   |
| ---- | --------- | ------------ |
| 1956 | Melbourne | Drakenklasse |
| 1964 | Tokio     | Drakenklasse |

1948: Hakon Barfod / Sigve Lie / Thor Thorvaldsen ·
1952: Hakon Barfod / Sigve Lie / Thor Thorvaldsen ·
1956: Folke Bohlin / Bengt Palmquist / Leif Wikström ·
1960: Odysseus Eskitzoglou / Constantijn van Griekenland / Georgios Zaimis ·
1964: Ole Berntsen / Christian von Bülow / Ole Poulsen ·
1968: George Friedrichs / Barton Jahncke / Gerald Schreck ·
1972: Thomas Anderson / John Cuneo / John Shaw